# Ванситарт (острво, Канада)

Острво Ванситарт (енгл. Vansittart Island) је једно од острва у канадском арктичком архипелагу, сјеверно од острва Саутемптон. Острво је у саставу канадске територије Нунавут. 
Површина износи око 997 km².
Острво је ненасељено.